# Lobus keralae
Lobus keralae är en tvåvingeart som beskrevs av Martin 1972. Lobus keralae ingår i släktet Lobus och familjen rovflugor. Inga underarter finns listade i Catalogue of Life.